# 早瀬みずち
早瀬 みずち（はやせ みずち）は、日本の小説家・ライトノベル作家。

## 作品リスト
- オカルト探偵局
- サイキック・ウォーズ [要文献特定詳細情報]
- かっとび学園 [要文献特定詳細情報]
- かっとびキッズ [要文献特定詳細情報]
- 魔星鬼神伝 [要文献特定詳細情報]
- 烈火王 [要文献特定詳細情報]